# Christ Makosso
Christ Makosso (9 mei 2004) is een Congolees voetballer die sinds januari 2025 uitkomt voor Luton Town.

## Clubcarrière
Makosso maakte in het voorjaar van 2023 de overstap van Ajax de Moungali, dat hem eerder had uitgeleend aan CARA Brazzaville, naar de Franse tweedeklasser FC Sochaux. De club kondigde destijds aan dat Makosso aanvankelijk zou aansluiten bij het reservenelftal van de club, dat toen uitkwam in de Championnat National 3. Op 19 maart 2023 maakte hij zijn officiële debuut voor Sochaux B: in de competitiewedstrijd tegen Jura Dolois Foot mocht hij kort invallen. Makosso, die dat seizoen zes competitiewedstrijden speelde voor Sochaux B, maakte op 6 mei 2023 ook zijn officiële debuut voor het eerste elftal van de club: tegen Amiens SC (1-0-verlies) mocht hij in de 55e minuut de geblesseerde Abdallah Ndour vervangen. Sochaux eindigde dat seizoen negende in de Ligue 2, maar werd na afloop van het seizoen om administratieve redenen teruggezet naar de Championnat National.
Makosso, die in zijn eerste halve seizoen bij Sochaux vijf competitiewedstrijden in de Ligue 2 speelde, klokte in zijn eerste halve seizoen in de Championnat National af op acht competitiewedstrijden. In januari 2024 stapte hij op definitieve basis over naar de Belgische eersteklasser RWDM, waar hij door een blessuregolf in de verdediging vrij snel uitgroeide tot een vaste waarde. Op het einde van het seizoen degradeerde de club naar Eerste klasse B. Ook in deze competitie bleef hij een vaste waarde centraal achterin: pas op 8 december 2024 miste hij zijn eerste competitiewedstrijd van het seizoen door een gele schorsing. Makosso, die in Sint-Jans-Molenbeek een moeilijk eerste halfjaar had gekend, zette in Eerste klasse B stappen vooruit.
Het 4-4-gelijkspel tegen RFC Seraing op 1 december 2024 bleek de laatste wedstrijd van Makosso in het shirt van RWDM, want de laatste twee wedstrijden van het kalenderjaar miste hij door een nakende transfer. Op 31 december 2024 kondigde de Engelse tweedeklasser Luton Town FC zijn komst aan.

## Clubstatistieken
| Seizoen         | Club            | Land               | Competitie             | Competitie | Competitie | Beker | Beker | Supercup | Supercup | Europees | Europees | Totaal | Totaal |
| Seizoen         | Club            | Land               | Competitie             | Wed.       | Dlp.       | Wed.  | Dlp.  | Wed.     | Dlp.     | Wed.     | Dlp.     | Wed.   | Dlp.   |
| --------------- | --------------- | ------------------ | ---------------------- | ---------- | ---------- | ----- | ----- | -------- | -------- | -------- | -------- | ------ | ------ |
| 2022/23         | FC Sochaux B    | Vlag van Frankrijk | Championnat National 3 | 6          | 0          | —     | —     | —        | —        | —        | —        | 6      | 0      |
| 2022/23         | FC Sochaux      | Vlag van Frankrijk | Ligue 2                | 5          | 0          | 0     | 0     | —        | —        | —        | —        | 5      | 0      |
| 2023/24         | FC Sochaux B    | Vlag van Frankrijk | Championnat National 3 | 2          | 0          | —     | —     | —        | —        | —        | —        | 2      | 0      |
| 2023/24         | FC Sochaux      | Vlag van Frankrijk | Championnat National   | 8          | 0          | 2     | 0     | —        | —        | —        | —        | 10     | 0      |
| 2023/24         | RWDM            | Vlag van België    | Eerste klasse A        | 10         | 0          | 0     | 0     | —        | —        | —        | —        | 10     | 0      |
| 2024/25         | RWDM            | Vlag van België    | Eerste klasse B        | 13         | 1          | 0     | 0     | —        | —        | —        | —        | 13     | 1      |
| 2024/25         | Luton Town      | Vlag van Engeland  | Championship           | 1          | 0          | 0     | 0     | —        | —        | —        | —        | 1      | 0      |
| Carrière totaal | Carrière totaal | Carrière totaal    | Carrière totaal        | 45         | 1          | 2     | 0     | 0        | 0        | 0        | 0        | 47     | 1      |

Bijgewerkt op 27 februari 2025.
1 Shea ·
2 Walters ·
3 Bell ·
4 Lockyer  ·
5 Andersen ·
6 McGuinness ·
7 Moses ·
8 Krauß ·
9 Morris ·
10 Woodrow ·
11 Adebayo ·
13 Nakamba ·
14 Chong ·
15 Mengi ·
16 Burke ·
17 Mpanzu ·
18 Clark ·
19 Brown ·
20 Walsh ·
23 Krul ·
24 Kaminski ·
25 Taylor ·
26 Baptiste ·
27 Hashioka ·
29 Holmes ·
45 Doughty ·
Coach: Edwards